# Med dig i mine arme
Med dig i mine arme (Med dej i mina armar) er en svensk film fra 1940 af Hasse Ekman. 
- Manuskript Hasse Ekman.
- Instruktion Hasse Ekman.

## Medvirkende
- Edvin Adolphson
- Karin Ekelund
- Thor Modéen
- Stig Järrel
- Katie Rolfsen
- Marianne Aminoff
- Carl-Gunnar Wingård
- Anna-Lisa Baude
- John Botvid
- Leif Amble-Næss